# سون استارز
سون استارز (به انگلیسی: Seven_Stars) یک برند سیگار ایجاد شده در ژاپن است؛ که در حال حاضر توسط تنباکوی ژاپن تولید می‌شود. مالک فعلی این برند تنباکوی ژاپن است. این برند در سال ۱ فوریه ۱۹۶۹ پایه‌گذاری گردید.